# Liste der Bodendenkmäler in Saal an der Donau
Auf dieser Seite sind die Bodendenkmäler in der niederbayerischen Gemeinde Saal an der Donau zusammengestellt. Diese Tabelle ist eine Teilliste der Liste der Bodendenkmäler in Bayern. Grundlage ist die Bayerische Denkmalliste, die auf Basis des Bayerischen Denkmalschutzgesetzes vom 1. Oktober 1973 erstmals erstellt wurde und seither durch das Bayerische Landesamt für Denkmalpflege geführt wird. Die folgenden Angaben ersetzen nicht die rechtsverbindliche Auskunft der Denkmalschutzbehörde.

## Bodendenkmäler der Gemeinde Saal an der Donau

### Bodendenkmäler in der Gemarkung Arnhofen
| Lage                          | Objekt                                                  | Akten-Nr.     | Bild |
| ----------------------------- | ------------------------------------------------------- | ------------- | ---- |
| Arnhofen Abensberg (Standort) | Grabhügel und Siedlung vorgeschichtlicher Zeitstellung. | D-2-7137-0018 |      |

### Bodendenkmäler in der Gemarkung Einmuß
| Lage                                | Objekt | Akten-Nr.     | Bild |
| ----------------------------------- | --- | ------------- | ---- |
| Einmuß Saal an der Donau (Standort) | Viereckschanze der späten Latènezeit. | D-2-7137-0133 |      |
| Einmuß Saal an der Donau (Standort) | Siedlung des Neolithikums, verebnetes Grabenwerk vor- und frühgeschichtlicher Zeitstellung. | D-2-7137-0134 |      |
| Einmuß Saal an der Donau (Standort) | Siedlung allgemein vorgeschichtlicher Zeitstellung, unter anderem der Linearbandkeramik sowie des Mittel- und Spätneolithikums, Schlagplatz des Neolithikums, unter anderem der jüngeren Linearbandkeramik.                    | D-2-7137-0135 |      |
| Einmuß Saal an der Donau (Standort) | Siedlung vor- und frühgeschichtlicher Zeitstellung. | D-2-7137-0136 |      |
| Einmuß Saal an der Donau (Standort) | Siedlung vor- und frühgeschichtlicher Zeitstellung. | D-2-7137-0137 |      |
| Einmuß Saal an der Donau (Standort) | Siedlung des Neolithikums, der Bronzezeit und der römischen Kaiserzeit. | D-2-7137-0138 |      |
| Einmuß Saal an der Donau (Standort) | Verebnetes Grabenwerk mit zwei Gräben vor- und frühgeschichtlicher Zeitstellung. | D-2-7137-0139 |      |
| Einmuß Saal an der Donau (Standort) | Siedlung vor- und frühgeschichtlicher Zeitstellung. | D-2-7137-0140 |      |
| Einmuß Saal an der Donau (Standort) | Siedlung vor- und frühgeschichtlicher Zeitstellung. | D-2-7137-0141 |      |
| Einmuß Saal an der Donau (Standort) | Siedlung vor- und frühgeschichtlicher Zeitstellung. | D-2-7137-0142 |      |
| Einmuß Saal an der Donau (Standort) | Siedlung und Bestattungsplatz vor- und frühgeschichtlicher Zeitstellung. | D-2-7137-0143 |      |
| Einmuß Saal an der Donau (Standort) | Siedlung vor- und frühgeschichtlicher Zeitstellung, unter anderem des Neolithikums. | D-2-7137-0144 |      |
| Einmuß Saal an der Donau (Standort) | Verebnetes viereckiges Grabenwerk vor- und frühgeschichtlicher Zeitstellung (Viereckschanze der späten Latènezeit). | D-2-7137-0209 |      |
| Einmuß Saal an der Donau (Standort) | Siedlung des Mittelneolithikums. | D-2-7137-0216 |      |
| Einmuß Saal an der Donau (Standort) | Untertägige mittelalterliche und frühneuzeitliche Befunde im Bereich der Katholischen Kirche Maria Immaculata in Einmuß, darunter die Spuren von Vorgängerbauten bzw. älteren Bauphasen. Siehe auch: Maria Immaculata (Einmuß) | D-2-7137-0227 |      |
| Einmuß Saal an der Donau (Standort) | Siedlung der Linearbandkeramik. | D-2-7137-0229 |      |
| Einmuß Saal an der Donau (Standort) | Station wohl des Jungpaläolithikums. | D-2-7137-0335 |      |

### Bodendenkmäler in der Gemarkung Großmuß
| Lage                                     | Objekt                                                                         | Akten-Nr.     | Bild |
| ---------------------------------------- | ------------------------------------------------------------------------------ | ------------- | ---- |
| Großmuß Hausen (Niederbayern) (Standort) | Siedlung der Linear- und Stichbandkeramik sowie des Jung- bis Endneolithikums. | D-2-7137-0081 |      |

### Bodendenkmäler in der Gemarkung Herrnwahlthann
| Lage                                            | Objekt                                     | Akten-Nr.     | Bild |
| ----------------------------------------------- | ------------------------------------------ | ------------- | ---- |
| Herrnwahlthann Hausen (Niederbayern) (Standort) | Grabhügel vorgeschichtlicher Zeitstellung. | D-2-7137-0086 |      |

### Bodendenkmäler in der Gemarkung Mitterfecking
| Lage                                       | Objekt | Akten-Nr.     | Bild |
| ------------------------------------------ | --- | ------------- | ---- |
| Mitterfecking Saal an der Donau (Standort) | Grabhügel vorgeschichtlicher Zeitstellung. | D-2-7137-0145 |      |
| Mitterfecking Saal an der Donau (Standort) | Frühmittelalterliche Abschnittsbefestigung. Siehe auch: Burgstall Mitterfecking | D-2-7137-0146 |      |
| Mitterfecking Saal an der Donau (Standort) | Siedlung der Linear- und Stichbandkeramik, der Gruppe Oberlauterbach, der Gruppe Großgartach, der Münchshöfener Kultur, der frühen Bronzezeit, der späten Urnenfelder- bzw. frühen Hallstattzeit und der späten Hallstatt- / frühen Latènezeit. Gräber des Mittelneolithikums. Grabenwerke vorgeschichtlicher Zeitstellung. | D-2-7137-0149 |      |
| Mitterfecking Saal an der Donau (Standort) | Siedlung des jüngeren Neolithikums. | D-2-7137-0150 |      |
| Mitterfecking Saal an der Donau (Standort) | Siedlung der Linear- und Stichbandkeramik, der Gruppe Oberlauterbach und der Münchshöfener Kultur. Brandgräber der späten Bronzezeit. | D-2-7137-0152 |      |
| Mitterfecking Saal an der Donau (Standort) | Verebnete Grabhügel vorgeschichtlicher Zeitstellung. | D-2-7137-0153 |      |
| Mitterfecking Saal an der Donau (Standort) | Verebnetes viereckiges Grabenwerk vor- und frühgeschichtlicher Zeitstellung. | D-2-7137-0154 |      |
| Mitterfecking Saal an der Donau (Standort) | Siedlung vor- und frühgeschichtlicher Zeitstellung. | D-2-7137-0155 |      |
| Mitterfecking Saal an der Donau (Standort) | Siedlung vor- und frühgeschichtlicher Zeitstellung. | D-2-7137-0156 |      |
| Mitterfecking Saal an der Donau (Standort) | Siedlung vor- und frühgeschichtlicher Zeitstellung. | D-2-7137-0157 |      |
| Mitterfecking Saal an der Donau (Standort) | Frühmittelalterliches Reihengräberfeld. | D-2-7137-0158 |      |
| Mitterfecking Saal an der Donau (Standort) | Siedlung vor- und frühgeschichtlicher Zeitstellung. | D-2-7137-0205 |      |
| Mitterfecking Saal an der Donau (Standort) | Siedlung vor- und frühgeschichtlicher Zeitstellung. | D-2-7137-0233 |      |
| Mitterfecking Saal an der Donau (Standort) | Frühmittelalterliches Reihengräberfeld. | D-2-7137-0312 |      |
| Mitterfecking Saal an der Donau (Standort) | Station des Paläolithikums und Siedlung des Neolithikums. | D-2-7137-0334 |      |

### Bodendenkmäler in der Gemarkung Oberschambach
| Lage                                       | Objekt | Akten-Nr.     | Bild |
| ------------------------------------------ | --- | ------------- | ---- |
| Oberschambach Saal an der Donau (Standort) | Viereckschanze der späten Latènezeit. | D-2-7137-0159 |      |
| Oberschambach Saal an der Donau (Standort) | Siedlung des Neolithikums und der Latènezeit. | D-2-7137-0160 |      |
| Oberschambach Saal an der Donau (Standort) | Siedlung vor- und frühgeschichtlicher Zeitstellung. | D-2-7137-0161 |      |
| Oberschambach Saal an der Donau (Standort) | Verebnete Kreisgräben vor- und frühgeschichtlicher Zeitstellung. | D-2-7137-0162 |      |
| Oberschambach Saal an der Donau (Standort) | Verebnete Grabhügel vorgeschichtlicher Zeitstellung. | D-2-7137-0163 |      |
| Oberschambach Saal an der Donau (Standort) | Verebneter Grabhügel vorgeschichtlicher Zeitstellung. | D-2-7137-0164 |      |
| Oberschambach Saal an der Donau (Standort) | Siedlung vor- und frühgeschichtlicher Zeitstellung. | D-2-7137-0165 |      |
| Oberschambach Saal an der Donau (Standort) | Verebnete Grabhügel vorgeschichtlicher Zeitstellung. | D-2-7137-0166 |      |
| Oberschambach Saal an der Donau (Standort) | Verebnete Grabhügel vorgeschichtlicher Zeitstellung. | D-2-7137-0167 |      |
| Oberschambach Saal an der Donau (Standort) | Siedlung vor- und frühgeschichtlicher Zeitstellung. | D-2-7137-0208 |      |
| Oberschambach Saal an der Donau (Standort) | Verebneter Grabhügel vorgeschichtlicher Zeitstellung. | D-2-7137-0210 |      |
| Oberschambach Saal an der Donau (Standort) | Siedlung und verebnetes Grabenwerk vor- und frühgeschichtlicher Zeitstellung. | D-2-7137-0211 |      |
| Oberschambach Saal an der Donau (Standort) | Siedlung vor- und frühgeschichtlicher Zeitstellung. | D-2-7137-0212 |      |
| Oberschambach Saal an der Donau (Standort) | Siedlung vor- und frühgeschichtlicher Zeitstellung. | D-2-7137-0214 |      |
| Oberschambach Saal an der Donau (Standort) | Siedlung vor- und frühgeschichtlicher Zeitstellung. | D-2-7137-0215 |      |
| Oberschambach Saal an der Donau (Standort) | Untertägige mittelalterliche und frühneuzeitliche Befunde im Bereich der Katholischen Kirche St. Sebastian in Oberschambach, darunter die Spuren von Vorgängerbauten bzw. älteren Bauphasen. | D-2-7137-0300 |      |

### Bodendenkmäler in der Gemarkung Peterfecking
| Lage                                      | Objekt | Akten-Nr.     | Bild |
| ----------------------------------------- | --- | ------------- | ---- |
| Peterfecking Saal an der Donau (Standort) | Siedlung vor- und frühgeschichtlicher Zeitstellung. | D-2-7137-0169 |      |
| Peterfecking Saal an der Donau (Standort) | Siedlung vor- und frühgeschichtlicher Zeitstellung. | D-2-7137-0170 |      |
| Peterfecking Saal an der Donau (Standort) | Untertägige mittelalterliche und frühneuzeitliche Befunde im Bereich der Katholischen Kirche St. Peter und Paul in Peterfecking, darunter die Spuren von Vorgängerbauten bzw. älteren Bauphasen. | D-2-7137-0306 |      |
| Peterfecking Saal an der Donau (Standort) | Untertägige Befunde im Bereich des ehemaligen frühneuzeitlichen Schlosses in Peterfecking, zuvor mittelalterliche Burg. Siehe auch: Schloss Peterfecking                                         | D-2-7137-0307 |      |

### Bodendenkmäler in der Gemarkung Reißing
| Lage                                 | Objekt | Akten-Nr.     | Bild |
| ------------------------------------ | --- | ------------- | ---- |
| Reißing Saal an der Donau (Standort) | Verebneter Kreisgraben und Siedlung vor- und frühgeschichtlicher Zeitstellung. | D-2-7137-0171 |      |
| Reißing Saal an der Donau (Standort) | Siedlung vor- und frühgeschichtlicher Zeitstellung. | D-2-7137-0172 |      |
| Reißing Saal an der Donau (Standort) | Verebnete Grabhügel vorgeschichtlicher Zeitstellung. | D-2-7137-0173 |      |
| Reißing Saal an der Donau (Standort) | Siedlung vor- und frühgeschichtlicher Zeitstellung. | D-2-7137-0174 |      |
| Reißing Saal an der Donau (Standort) | Siedlung und verebnete Kreisgräben vor- und frühgeschichtlicher Zeitstellung. | D-2-7137-0232 |      |
| Reißing Saal an der Donau (Standort) | Untertägige mittelalterliche und frühneuzeitliche Befunde im Bereich der Katholischen Kirche St. Mauritius in Buchhofen, darunter die Spuren von Vorgängerbauten bzw. älteren Bauphasen.    | D-2-7137-0295 |      |
| Reißing Saal an der Donau (Standort) | Untertägige mittelalterliche und frühneuzeitliche Befunde im Bereich der Katholischen Kirche St. Peter und Paul in Reißing, darunter die Spuren von Vorgängerbauten bzw. älteren Bauphasen. | D-2-7137-0297 |      |
| Reißing Saal an der Donau (Standort) | Verebnete Viereckschanze der späten Latènezeit. | D-2-7137-0343 |      |

### Bodendenkmäler in der Gemarkung Saal a.d.Donau
| Lage                                        | Objekt | Akten-Nr.     | Bild |
| ------------------------------------------- | --- | ------------- | ---- |
| Saal a.d.Donau Saal an der Donau (Standort) | Vorgeschichtlicher Ringwall Ringberg mit Siedlungen des Neolithikums, der Bronzezeit und der Hallstattzeit.                                                                                              | D-2-7037-0114 |      |
| Saal a.d.Donau Saal an der Donau (Standort) | Frühmittelalterliches Reihengräberfeld. Siedlung vor- und frühgeschichtlicher Zeitstellung. | D-2-7037-0117 |      |
| Saal a.d.Donau Saal an der Donau (Standort) | Bestattungsplatz der Urnenfelderzeit. | D-2-7037-0118 |      |
| Saal a.d.Donau Saal an der Donau (Standort) | Bestattungsplatz der mittleren Latènezeit. | D-2-7037-0119 |      |
| Saal a.d.Donau Saal an der Donau (Standort) | Siedlung der Latènezeit. | D-2-7037-0120 |      |
| Saal a.d.Donau Saal an der Donau (Standort) | Siedlung vor- und frühgeschichtlicher Zeitstellung. | D-2-7037-0123 |      |
| Saal a.d.Donau Saal an der Donau (Standort) | Siedlung vor- und frühgeschichtlicher Zeitstellung. | D-2-7037-0124 |      |
| Saal a.d.Donau Saal an der Donau (Standort) | Siedlung vor- und frühgeschichtlicher Zeitstellung. | D-2-7037-0125 |      |
| Saal a.d.Donau Saal an der Donau (Standort) | Siedlung vor- und frühgeschichtlicher Zeitstellung. | D-2-7037-0126 |      |
| Saal a.d.Donau Saal an der Donau (Standort) | Siedlung vor- und frühgeschichtlicher Zeitstellung. | D-2-7037-0127 |      |
| Saal a.d.Donau Saal an der Donau (Standort) | Siedlung vor- und frühgeschichtlicher Zeitstellung. | D-2-7037-0128 |      |
| Saal a.d.Donau Saal an der Donau (Standort) | Siedlung vor- und frühgeschichtlicher Zeitstellung. | D-2-7037-0129 |      |
| Saal a.d.Donau Saal an der Donau (Standort) | Verebneter Kreisgraben vorgeschichtlicher Zeitstellung. | D-2-7037-0130 |      |
| Saal a.d.Donau Saal an der Donau (Standort) | Siedlung vor- und frühgeschichtlicher Zeitstellung. | D-2-7037-0131 |      |
| Saal a.d.Donau Saal an der Donau (Standort) | Siedlung vor- und frühgeschichtlicher Zeitstellung. | D-2-7037-0132 |      |
| Saal a.d.Donau Saal an der Donau (Standort) | Untertägige frühneuzeitliche Befunde im Bereich der Katholischen Kirche St. Andreas in Untersaal, darunter die Spuren eines Vorgängerbaus. Siehe auch: St. Andreas (Untersaal)                           | D-2-7037-0201 |      |
| Saal a.d.Donau Saal an der Donau (Standort) | Burgus der späten römischen Kaiserzeit, Siedlung der Chamer Gruppe sowie der Hallstatt- und Latènezeit, Bestattungsplatz des Mittelalters bzw. der frühen Neuzeit.                                       | D-2-7037-0203 |      |
| Saal a.d.Donau Saal an der Donau (Standort) | Grabhügel vorgeschichtlicher Zeitstellung. | D-2-7037-0230 |      |
| Saal a.d.Donau Saal an der Donau (Standort) | Siedlung vor- und frühgeschichtlicher Zeitstellung. | D-2-7137-0168 |      |
| Saal a.d.Donau Saal an der Donau (Standort) | Siedlung und verebneter Kreisgraben vor- und frühgeschichtlicher Zeitstellung. | D-2-7137-0176 |      |
| Saal a.d.Donau Saal an der Donau (Standort) | Siedlung vor- und frühgeschichtlicher Zeitstellung. | D-2-7137-0177 |      |
| Saal a.d.Donau Saal an der Donau (Standort) | Siedlung vor- und frühgeschichtlicher Zeitstellung. | D-2-7137-0178 |      |
| Saal a.d.Donau Saal an der Donau (Standort) | Untertägige Befunde eines ehemaligen Außenlagers des Konzentrationslagers Flossenbürg (1944–1945). | D-2-7137-0179 |      |
| Saal a.d.Donau Saal an der Donau (Standort) | Siedlung der Urnenfelderzeit. | D-2-7137-0204 |      |
| Saal a.d.Donau Saal an der Donau (Standort) | Untertägige mittelalterliche und frühneuzeitliche Befunde im Bereich der Katholischen Kirche zur Schmerzhaften Muttergottes in Obersaal, darunter die Spuren von Vorgängerbauten bzw. älteren Bauphasen. | D-2-7137-0316 |      |
| Saal a.d.Donau Saal an der Donau (Standort) | Grabhügel vorgeschichtlicher Zeitstellung. | D-2-7137-0340 |      |
| Saal a.d.Donau Saal an der Donau (Standort) | Siedlung des Neolithikums, unter anderem der Linearbandkeramik. | D-2-7137-0341 |      |

### Bodendenkmäler in der Gemarkung Teuerting
| Lage                                   | Objekt | Akten-Nr.     | Bild |
| -------------------------------------- | --- | ------------- | ---- |
| Teuerting Saal an der Donau (Standort) | Siedlung der Bronzezeit, Urnenfelder- und Hallstattzeit. | D-2-7137-0180 |      |
| Teuerting Saal an der Donau (Standort) | Station des Mesolithikums, Siedlung des Neolithikums sowie der Bronzezeit, Urnenfelder- und Latènezeit.                                                         | D-2-7137-0181 |      |
| Teuerting Saal an der Donau (Standort) | Siedlung des Neolithikums und der Urnenfelderzeit. | D-2-7137-0182 |      |
| Teuerting Saal an der Donau (Standort) | Siedlung der Bronzezeit, Urnenfelder- und Hallstattzeit. | D-2-7137-0183 |      |
| Teuerting Saal an der Donau (Standort) | Siedlung der Urnenfelder- und Hallstattzeit. | D-2-7137-0184 |      |
| Teuerting Saal an der Donau (Standort) | Siedlung vor- und frühgeschichtlicher Zeitstellung. | D-2-7137-0190 |      |
| Teuerting Saal an der Donau (Standort) | Siedlung der Urnenfelderzeit. | D-2-7137-0191 |      |
| Teuerting Saal an der Donau (Standort) | Siedlung vor- und frühgeschichtlicher Zeitstellung. | D-2-7137-0192 |      |
| Teuerting Saal an der Donau (Standort) | Siedlung vor- und frühgeschichtlicher Zeitstellung. | D-2-7137-0193 |      |
| Teuerting Saal an der Donau (Standort) | Siedlung vor- und frühgeschichtlicher Zeitstellung, verebnete Grabhügel mit Kreisgräben vorgeschichtlicher Zeitstellung.                                        | D-2-7137-0194 |      |
| Teuerting Saal an der Donau (Standort) | Siedlung vor- und frühgeschichtlicher Zeitstellung. | D-2-7137-0195 |      |
| Teuerting Saal an der Donau (Standort) | Siedlung vor- und frühgeschichtlicher Zeitstellung. | D-2-7137-0196 |      |
| Teuerting Saal an der Donau (Standort) | Siedlung vor- und frühgeschichtlicher Zeitstellung. | D-2-7137-0197 |      |
| Teuerting Saal an der Donau (Standort) | Verebnete vorgeschichtliche Grabhügel und Siedlung vor- und frühgeschichtlicher Zeitstellung.                                                                   | D-2-7137-0198 |      |
| Teuerting Saal an der Donau (Standort) | Station bzw. Schlagplatz des Paläolithikums bis Mesolithikums, Siedlung des Neolithikums, unter anderem der Linear- und Stichbandkeramik/Gruppe Oberlauterbach. | D-2-7137-0280 |      |
| Teuerting Saal an der Donau (Standort) | Untertägige mittelalterliche und frühneuzeitliche Befunde im Bereich der abgegangenen Kirche St. Oswald und des zugehörigen Ortsfriedhofs in Unterteuerting.    | D-2-7137-0309 |      |